# حقوق الإنسان في بوليفيا
يضمن الدستور والقوانين في بوليفيا نظريًا مجموعة كبيرة من حقوق الإنسان، ولكن عمليًا لا تُحترم هذه القوانين ولا تطبق في أغلب الأحيان. وبسبب انتهاك الحكومة البوليفية  لحقوق مواطنيها بشكل دائم، وفقًا لمؤسسة التنمية المستدامة، «غذى ذلك شعورًا واضحًا باليأس والغضب في جميع أنحاء البلاد».
إن مشاكل حقوق الإنسان الأساسية في البلاد، وفقًا لتقرير وزارة الخارجية الأمريكية لعام 2010، هي «أعمال القتل والتعذيب التي ترتكبها قوات الأمن، ظروف السجن القاسية، مزاعم الاعتقال والاحتجاز التعسفي، سلطة قضائية غير فعّالة ومثقلة بالأعباء وفاسدة، وسائل الإعلام «حرة جزئيًا»، الفساد وانعدام شفافية الحكومة، الاتجار بالبشر، عمالة الأطفال، العمل القسري أو بالإجبار، وظروف العمل القاسية في قطاع التعدين. وفقًا لتقرير هيومن رايتس ووتش، خلقت إدارة الرئيس إيفو موراليس بيئة معادية للمدافعين عن حقوق الإنسان قوّضت قدرتهم على العمل بشكل مستقل، ومخاوف كبيرة أخرى مثل تهديدات الاستقلال القضائي والعنف ضد المرأة وعمالة الأطفال. وبصدد تقرير مجلة الإيكونوميست المنشور بتاريخ 1 ديسمبر 2017، سأل الرئيس البوليفي اليساري إيفو موراليس في فبراير 2016 الناخبين من خلال استفتاء عما إذا كان يجب السماح له بالترشح لولاية رابعة في عام 2019. صوتوا بلا. لكن في 28 نوفمبر من هذا العام، منحته المحكمة الدستورية في البلاد ما لم يمنحه الناخبون، فحكمت أنه يمكن تجاهل بند الدستور الذي يقصر الرؤساء (وغيرهم من المسؤولين المنتخبين مباشرة) بعد ولايتين.
أشاد تقرير أصدرته لجنة مناهضة التعذيب التابعة الأمم المتحدة عام 2001 بالتشريعات الجديدة والجهود الأخرى التي بذلتها الحكومة البوليفية لتحسين حقوق الإنسان، لكن التقرير أعرب أيضًا عن قلقه بشأن «الشكاوى المستمرة المتعلقة بالتعذيب والمعاملة القاسية أو اللاإنسانية أو المهينة في مراكز الشرطة والسجون والثكنات العسكرية التي أدت إلى الموت في حالات كثيرة»، «كان الإفلات من عقاب انتهاكات حقوق الإنسان... ناتج عن عدم إجراء أي تحقيق في الشكاوى وبطء وتيرة هذه التحقيقات وعدم كفايتها» عدم تطبيق القوانين التي تحدد فترات الاحتجاز القصوى، ظروف السجن، «الإجراءات التأديبية» المميتة التي يتعرض لها الجنود في بعض الأحيان، «الاستخدام المفرط وغير المتكافئ للقوة والأسلحة النارية من قبل الشرطة الوطنية والقوات المسلحة في قمع المظاهرات الجماعية»، مضايقة نشطاء حقوق الإنسان، وعودة اللاجئين إلى بيرو «دون الالتزام بالشكليات الإجرائية». 

## الحريات الأساسية
رغم أن القانون البوليفي يضمن نظريًا حرية التعبير والصحافة، فالعلاقة بين الحكومة ووسائل الإعلام عدائية، اتُهمت الحكومة «باتخاذ إجراءات تهدف إلى تقييد وسائل الإعلام المستقلة أو تشجيع الرقابة الذاتية». رغم وجود مجموعة متنوعة من وسائل الإعلام التي تعمل دون قيود، تضم العديد من منتقدي الحكومة، لكن الذين يعيشون في بعض المناطق الريفية ليس لديهم مصدر أخبار غير الراديو الحكومي. وتعد إهانة الموظفين العموميين جريمة يعاقب عليها بالسجن لمدة تصل إلى ثلاث سنوات، تتمتع محكمة الصحافة المستقلة بسلطة معاقبة الصحفيين. وصف تقرير صادر عن فريدم هاوس عام 2010 الصحافة البوليفية بأنها «حرة جزئيًا» ويزداد تقييد حريتها، وفي عام 2010  بُلغ عن 60 حالة اعتداء جسدي أو تهديد لفظي ضد 111 صحفي.
في أكتوبر 2012، اقتحمت مجموعة من الملثمين الاستوديو الإذاعي للصحفي فرناندو فيدال وكان على الهواء مباشرةً وأضرموا النار فيه، كان ذلك على ما يبدو انتقامًا لانتقادات فيدال للمهربين المحليين و/أو المسؤولين الحكوميين.
رغم جميع التحديات التي تواجه حرية التعبير في بوليفيا، تصف هيومن رايتس ووتش البلاد بأنها تتمتع «بنقاش حيوي عام، مع مجموعة متنوعة من وسائل الإعلام الناقدة والمؤيدة للحكومة»، رغم إقرارها أن الجو الوطني «مستقطب سياسياً».
يتمتع البوليفيون بحرية الوصول إلى الإنترنت، وحرية أكاديمية، وحرية التجمع، وحرية الدين. ويتمتعون بحرية التنقل داخل البلاد والسفر للخارج، والحق في الانتقال إلى الخارج والعودة إلى الوطن. لكن في الواقع، غالبًا ما يجعل المتظاهرون التنقل داخل البلد صعباً بسبب حظر الطرق الرئيسية، والعديد من البوليفيين ليس لديهم وثائق هوية شخصية ما جعل من الصعب عليهم الحصول على جوازات سفر.
الانتخابات حرة ونزيهة، رغم الحقيقة المذكورة أعلاه في أن العديد من البوليفيين ليس لديهم وثائق هوية، يمكن أن تمنعهم من التصويت.
رغم من أنه من المفروض معاقبة الفساد من الناحية النظرية، فهو يحدث بشكل روتيني في جميع فروع الحكومة البوليفية.
لا يسمح القانون البوليفي بوصول الشعب إلى المعلومات الحكومية.

## الحقوق السياسية
يتمتع البوليفيون بحق التصويت في انتخابات سياسية منتظمة وفي التجمع للاحتجاجات السياسية. ولكن تحولت الاحتجاجات السياسية في أكثر الأحيان إلى أعمال عنف، واستخدمت قوات الجيش والشرطة تدابير عنيفة لاستعادة النظام. تتراوح الأحزاب السياسية البوليفية من اليمين المتطرف إلى اليسار المتطرف، والمواطنون غير مقيدين في الانضمام إلى الحزب السياسي الذي يختارونه.

## حقوق العمال
يُسمح نظريًا لمعظم العمال في الشركات التي تضم 20 موظفًا أو أكثر بالتنظيم النقابي، بشرط أن يرغب غالبية الموظفين في الانتساب للنقابة، ولكن لا يحترم هذا الحق دائمًا على أرض الواقع. يجب أن يكون أعضاء مجلس إدارة النقابات بوليفيين أصليين، ولا يُسمح للنقابات بالانضمام إلى المنظمات الدولية. ويجب أن تلتزم النقابات قبل الإضراب بالسعي إلى الوساطة الرسمية، وبالإضافة إلى ذلك قد تجبر الحكومة العمال وأصحاب العمل على خوض التحكيم لإنهاء الإضراب.
لا يُسمح للموظفين العموميين بالإضراب، رغم أن بعضهم فعل ذلك ولم يعاقب، بعض المجموعات النقابية لها روابط حكومية وتتصرف تحت ضغط الحكومة.
يتمتع العمال البوليفيون بشكل عام بحق محدود فقط في المساومة الجماعية دون تدخل الحكومة. وهناك محكمة عمل وطنية تتعالج التمييز ضد النقابات، ولكن قد يستغرق إصدارها الأحكام أكثر من عام، وفي ذلك الوقت قد تصبح هذه الأحكام غير متصلة بالموضوع.
رغم أن العمل القسري غير قانوني، فالعديد من الأطفال والعاملين المحليين مستعبدون. في حين أنه غير مسموح للأطفال دون سن 14 عامًا من الناحية الفنية بالعمل، لكن نادراً ما تطبق وزارة العمل ذلك، يعمل العديد من الأطفال في مهن التعدين وغيرها من المهن الخطرة. وبغاء الأطفال شائع، وتعرف الممارسة التقليدية له باسم «criadito»، إذ تبيع العائلات المحلية أطفالها فعليًا للعائلات الغنية للعمل كخدم منازل، رغم أن ذلك غير قانوني.
يوجد حد أدنى للأجور، لكنه منخفض جدًا، ويكسب معظم الناس أقل منه. توجد قوانين تحدد أسبوع عمل كحد أقصى وتضع حدودًا أخرى من هذا القبيل، لكنها لا تُنفذ بفعالية. يموت العديد من البوليفيين بسبب ظروف العمل غير الآمنة، خاصة في المناجم وفي البناء.

## إساءة معاملة النساء والأطفال
إن إساءة معاملة النساء والأطفال منتشرة بشكل واسع في بوليفيا ولا يُبلغ عنها في معظم الأحيان. عندما يُبلغ عن العنف الأسري، تكون عقوبته السجن لعدة  أيام فقط في السجن وغرامة قليلة. تعمل الحكومة البوليفية، بالتعاون مع الأمم المتحدة، على الحد من إساءة معاملة النساء والأطفال البوليفيين داخل بوليفيا وخارجها. وأصبحت عقوبة الاغتصاب أشد في السنوات الأخيرة. يواجه المدانون بارتكاب جرائم اغتصاب، بما في ذلك اغتصاب القواصر، عقوبة سجن كبيرة. ولكن، يجب على الضحية توجيه اتهام حتى يكون الاغتصاب جريمة.